# پنت‌هاوس (کانال تلویزیونی)
پنت‌هاوس تی وی (به انگلیسی: Penthouse TV) عنوان کانال تلویزیونی پورنو می‌باشد. این کانال هم‌اکنون در دو کشور آمریکا و کانادا در حال فعالیت است که شعبه اصلی آن در ایالات متحده آمریکا مشغول بکار است و شعبه دوم آن در کانادا می‌باشد. دو شبکهٔ هاستلر و ردلایت با این شبکهٔ تلویزیونی همکاری می‌کنند.